# Tinto de verano
Il tinto de verano (letteralmente "vino rosso d'estate") è una bevanda alcolica tipica spagnola, a base di vino rosso e soda, servita fredda con ghiaccio. È una bevanda popolare che nasce in Spagna a metà del XX secolo e che si può facilmente trovare alle verbene o nei bar; come suggerisce il nome, il tinto de verano si beve soprattutto durante l'estate.

## Origini
Il drink nasce a Cordova all'inizio del XX secolo, quando Federico Vargas Madero, proprietario del locale "Venta de Vargas", ideò un mix di vino rosso e soda ghiacciata per rinfrescare i suoi clienti durante i caldi mesi estivi. Inizialmente la bevanda fu infatti conosciuta come vargas, per poi prendere l'attuale nome.
Verso la fine del XX secolo la popolarità del tinto spinse alcune aziende di bibite come Don Simón o La Casera a commercializzare il prodotto e venderlo già confezionato.

## Preparazione
Il tinto de verano è composto da parti uguali di vino rosso (generalmente vino da tavola) e gaseosa, una bevanda effervescente al limone simile alla nostra gazzosa. Viene servito con molti cubetti di ghiaccio e spesso con l'aggiunta di una fettina di limone.

## Varianti

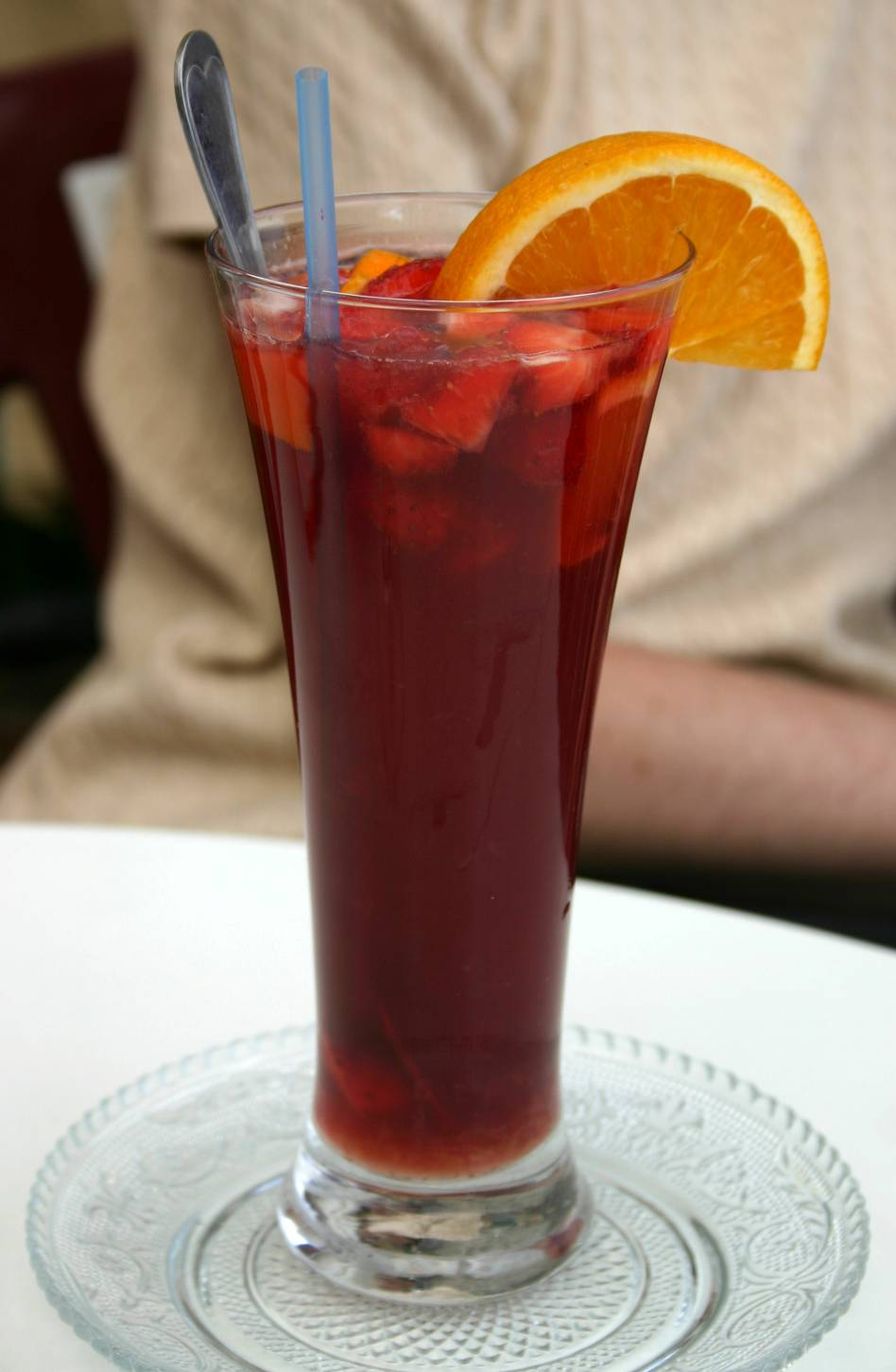
Sangria servita a Malaga

La variante del tinto de verano più famosa, specie tra i turisti, è la sangria, nella quale si aggiungono frutta e spezie.
In alcuni casi oltre al vino tinto si aggiunge anche una parte di rum o di vermut.
Un'altra variante, tipica della zona di Bilbao e chiamata calimocho, è composta dall'abbinamento di vino rosso e cola.